# Prilly Latuconsina
Prilly Mahatei Latuconsina née le 15 octobre 1996 à Tangerang est une actrice et mannequin indonésienne.

## Biographie
Prilly Latuconsina est née à Tangerang, Banten. Son père est un moluquois musulman, originaire de Pelauw dans haruku de la Maluku et pakistanais, tandis que sa mère est pandeglang et sundanais. Elle suit son éducation dans des établissements scolaires musulmans.
Prilly Latuconsina a fait ses débuts dans le divertissement lorsqu'elle était maître de cérémonie à Koki Cilik.
En 2018, elle joue avec son compagnon Maxime Bouttier dans le film Matt & Mou de Monty Tiwa. En 2019, elle annonce son intention d'arrêter de jouer dans la série Ganteng-Ganteng Serigala qui l'a rendu célèbre, et ce pour se concentrer sur une carrière dans le cinéma et le chant.
En mars 2023, elle ouvre la pâtisserie française La Joie à Jakarta.